# 慇懃無礼
| ウィキペディアには「慇懃無礼」という見出しの百科事典記事はありません（タイトルに「慇懃無礼」を含むページの一覧/「慇懃無礼」で始まるページの一覧）。 代わりにウィクショナリーのページ「慇懃無礼」が役に立つかもしれません。 |